# Malanea duckei
Malanea duckei är en måreväxtart som beskrevs av Paul Carpenter Standley. Malanea duckei ingår i släktet Malanea och familjen måreväxter. Inga underarter finns listade i Catalogue of Life.